# Oberea annulicornis
Oberea annulicornis är en skalbaggsart som beskrevs av Francis Polkinghorne Pascoe 1858. Oberea annulicornis ingår i släktet Oberea och familjen långhorningar.
Artens utbredningsområde är Sulawesi. Inga underarter finns listade i Catalogue of Life.